# 長沙灣 (選區)
長沙灣（英語：Cheung Sha Wan，代號F02）是香港深水埗區議會下轄的選區，位處長沙灣與深水埗的過渡地帶，現時議席懸空，前任區議員為前長沙灣社區發展力量召集人李文浩。

## 範圍及名稱
選區是長沙灣與深水埗的過渡地帶，名稱則來自於長沙灣道，現時由東沙島街、長沙灣道、欽州街、大埔道所包圍，涵蓋介乎欽州街至東沙島街的青山道元州街路段，以私人樓宇為主，香港房屋協會興建的樂年花園亦於本區。與其相鄰的選區有麗閣、寶麗、李鄭屋、龍坪及上白田、石硤尾、南昌北，投票站設於福榮街官立小學。

## 沿革
長沙灣選區首次出現於1982年區議會選舉，除第一屆（1982-1985年）為單議席選區外，至1994年之前一直是雙議席選區，範圍南至九江街，包括現有寶麗、麗閣、富昌選區，（當時通州街為深水埗的海岸線，故此通州街以西範圍於八十年代為海域），以至碧匯選區一部分。當時全區除麗閣邨之外，以私人樓宇及居屋屋苑為主。第一任區議員為黃平漢，當時其餘候選人包余洪江及原煥佳。黃平漢當時為長沙灣街坊會成員，雄霸區內數十年，擁有強大的勢力。
1985年及1988年區議會選舉，除黃平漢爭取連任外，邱麗娥亦勝選成為另一位長沙灣選區區議員，而其餘候選人包括余洪江及李耀文。1991年區議會選舉，邱麗娥放棄爭取連任，而黃平漢繼續參選，但黃最終敗於當時民主派兩位候選人時為港同盟成員的涂謹申及民協黃仲棋。
1993年港督彭定康推行政改方案改革區議會，取消所有委任議席及雙議席選區制度，全面實行單議席單票制，並改由選區分界及選舉事務委員會制定，區議會選區數目亦隨人口變動而大幅增加。長沙灣選區分拆出寶麗及麗閣選區後，以餘下範圍改為單議席選區。
1994年區議會選舉，長沙灣選區定為現時範圍加上怡閣苑以及當時尚未入伙的怡靖苑，黃仲棋轉往麗閣選區爭取連任，選舉由民協成員嚴鎮明與由涂謹申推薦的怡閣苑居民林家輝爭奪，最後林以1,068票勝出（嚴氏得到976票）。
1999年區議會選舉，怡閣苑及怡靖苑改劃到麗閣選區，另一方面由於建制派的深水埗居民聯會及工聯會於區內設有會址，林氏與建制派合作，並加入九龍社團聯會。民主黨派出成員黃秀婷爭奪本區議席。林以1,093票擊敗取得927票的黃秀婷勝出。
2003年區議會選舉，林繼續於本區爭取連任，由於當屆只有一人參選，故此林家輝首次自動當選。
2007年區議會選舉，社會民主連線派出成員蘇梓榮與林家輝爭奪，蘇僅取得793票，敗於林的1,268票。其後林氏2008年與梁美芬等人組織西九新動力，更與梁美芬合組名單參選2008年立法會選舉九龍西選區。2011年區議會選舉，林家輝繼續爭取連任，但由於未有其他人參選，林再次自動當選。其後林亦跟隨梁美芬於2012年加入香港經濟民生聯盟。
2015年區議會選舉，長沙灣社區發展力量成員李文浩及以獨立人士身份參選的勞資關係協進會總幹事林瑞含與林家輝爭奪。當中李文浩取得1,307票，林瑞含取得246票，林家輝取得1,491票未過半數之下第五次連任，結果反映過半以上選民不滿林家輝的表現而轉投其他候選人，對林家輝響起一個警號。
2019年區議會選舉，時任議員林家輝沒有參選，交棒黨友前灣仔區委任區議員的龐朝輝醫生參選，而再次參選的李文浩，在是次選舉中取得六成選票擊敗龐，當選為新一屆議員。九龍區區議員將獲安排於2021年9月24日進行宣誓，深水埗區議員李文浩表示，將拒絕出席，已準備喪失區議員資格。他表示參選時並無宣誓的要求，認為當局目前要區議員宣誓，是要推翻2019年區議會選舉的結果，因此他不會配合當局的做法。他又指，自坊間傳出區議員宣誓方案以來，已有心理準備他的區議員生涯將要結束，辦事處上月已經關閉。最終香港特區政府認為李文浩為拒絕或忽略作出誓言，因此李文浩即時離任區議員。

## 歷屆議員
| 屆別                  | 議員   | 政治聯繫  | 政治聯繫           | 議員                                     | 政治聯繫                                 | 政治聯繫                                 |
| --------------------- | ------ | --------- | ------------------ | ---------------------------------------- | ---------------------------------------- | ---------------------------------------- |
| 1982年－1985年        | 黃平漢 |           | 無黨籍             | 定為單議席選區                           | 定為單議席選區                           | 定為單議席選區                           |
| 1985年－1988年        | 黃平漢 | 邱麗娥    | 無黨籍             |                                          | 無黨籍                                   |                                          |
| 1988年－1991年        | 黃平漢 | 邱麗娥    | 無黨籍             |                                          | 無黨籍                                   |                                          |
| 1991年－1994年        | 涂謹申 |           | 港 港同盟          | 黃仲棋                                   |                                          | 民 民協                                  |
| 1994年－1999年        | 林家輝 |           | 無黨籍 → 九 九社聯 | 分拆出 寶麗及麗閣選區後， 改為單議席選區 | 分拆出 寶麗及麗閣選區後， 改為單議席選區 | 分拆出 寶麗及麗閣選區後， 改為單議席選區 |
| 2000年－2003年        | 林家輝 | 九 九社聯 |                    | 分拆出 寶麗及麗閣選區後， 改為單議席選區 | 分拆出 寶麗及麗閣選區後， 改為單議席選區 | 分拆出 寶麗及麗閣選區後， 改為單議席選區 |
| 2004年－2007年        | 林家輝 | 九 九社聯 |                    | 分拆出 寶麗及麗閣選區後， 改為單議席選區 | 分拆出 寶麗及麗閣選區後， 改為單議席選區 | 分拆出 寶麗及麗閣選區後， 改為單議席選區 |
| 2008年－2011年        | 林家輝 |           | 西 西九新動力      | 分拆出 寶麗及麗閣選區後， 改為單議席選區 | 分拆出 寶麗及麗閣選區後， 改為單議席選區 | 分拆出 寶麗及麗閣選區後， 改為單議席選區 |
| 2012年－2015年        | 林家輝 |           | 經民聯             | 分拆出 寶麗及麗閣選區後， 改為單議席選區 | 分拆出 寶麗及麗閣選區後， 改為單議席選區 | 分拆出 寶麗及麗閣選區後， 改為單議席選區 |
| 2016年－2019年        | 林家輝 |           | 經民聯             | 分拆出 寶麗及麗閣選區後， 改為單議席選區 | 分拆出 寶麗及麗閣選區後， 改為單議席選區 | 分拆出 寶麗及麗閣選區後， 改為單議席選區 |
| 2020年－2021年9月24日 | 李文浩 |           | 長社力→無黨籍      | 分拆出 寶麗及麗閣選區後， 改為單議席選區 | 分拆出 寶麗及麗閣選區後， 改為單議席選區 | 分拆出 寶麗及麗閣選區後， 改為單議席選區 |
| 2021年9月25日－2023年 | 懸空   | 懸空      | 懸空               | 分拆出 寶麗及麗閣選區後， 改為單議席選區 | 分拆出 寶麗及麗閣選區後， 改為單議席選區 | 分拆出 寶麗及麗閣選區後， 改為單議席選區 |

## 歷屆選舉結果
| 政党   | 政党               | 候选人    | 票数  | %     | ±      |
| ------ | ------------------ | --------- | ----- | ----- | ------ |
|        | 長沙灣社區發展力量 | ①. 李文浩 | 3,359 | 60.85 | ▲17.92 |
|        | 經民聯             | ②. 龐朝輝 | 2,103 | 38.10 | ▼10.89 |
|        | 獨立               | ③. 葉智豪 | 41    | 0.74  | 不適用 |
| 多数票 | 多数票             | 多数票    | 1,215 | 22.01 | ▲15.95 |

| 政党   | 政党               | 候选人    | 票数  | %     | ±      |
| ------ | ------------------ | --------- | ----- | ----- | ------ |
|        | 經民聯             | ①. 林家輝 | 1,491 | 48.99 | 不適用 |
|        | 香港勞資關係協進會 | ②. 林瑞含 | 246   | 8.08  | 不適用 |
|        | 長沙灣社區發展力量 | ③. 李文浩 | 1,307 | 42.93 | 不適用 |
| 多数票 | 多数票             | 多数票    | 184   | 6.06  | 不適用 |

| 政党   | 政党       | 候选人 | 票数     | %      | ±      |
| ------ | ---------- | ------ | -------- | ------ | ------ |
|        | 西九新動力 | 林家輝 | 自動當選 | 不適用 | 不適用 |
| 多数票 | 多数票     | 多数票 | 不適用   | 不適用 | 不適用 |

| 政党   | 政党         | 候选人    | 票数  | %     | ±      |
| ------ | ------------ | --------- | ----- | ----- | ------ |
|        | 社民連       | ①. 蘇梓榮 | 793   | 38.48 | 不適用 |
|        | 九龍社團聯會 | ②. 林家輝 | 1,268 | 61.52 | 不適用 |
| 多数票 | 多数票       | 多数票    | 475   | 23.05 | 不適用 |

| 政党   | 政党         | 候选人 | 票数     | %      | ±      |
| ------ | ------------ | ------ | -------- | ------ | ------ |
|        | 九龍社團聯會 | 林家輝 | 自動當選 | 不適用 | 不適用 |
| 多数票 | 多数票       | 多数票 | 不適用   | 不適用 | 不適用 |

| 政党   | 政党         | 候选人    | 票数  | %     | ±      |
| ------ | ------------ | --------- | ----- | ----- | ------ |
|        | 九龍社團聯會 | ①. 林家輝 | 1,093 | 54.11 | 不適用 |
|        | 民主黨       | ②. 黃秀婷 | 927   | 45.89 | 不適用 |
| 多数票 | 多数票       | 多数票    | 166   | 8.22  | ▲6.45  |

| 政党   | 政党   | 候选人 | 票数  | %     | ±      |
| ------ | ------ | ------ | ----- | ----- | ------ |
|        | 無黨派 | 林家輝 | 1,068 | 52.26 | 不適用 |
|        | 民協   | 嚴鎮明 | 976   | 47.74 | 不適用 |
| 多数票 | 多数票 | 多数票 | 633   | 4.52  | 不適用 |

| 政党   | 政党   | 候选人 | 票数  | %     | ±      |
| ------ | ------ | ------ | ----- | ----- | ------ |
|        | 港同盟 | 涂謹申 | 2,878 | 44.05 | 不適用 |
|        | 民協   | 黃仲棋 | 1,892 | 28.96 | 不適用 |
|        | 無黨派 | 黃平漢 | 1,763 | 26.99 | 不適用 |
| 多数票 | 多数票 | 多数票 | 129   | 1.97  | 不適用 |

| 政党   | 政党   | 候选人 | 票数  | %     | ±      |
| ------ | ------ | ------ | ----- | ----- | ------ |
|        | 無黨派 | 邱麗娥 | 2,350 | 38.42 | 不適用 |
|        | 無黨派 | 黃平漢 | 2,076 | 33.94 | 不適用 |
|        | 無黨派 | 李耀文 | 1,691 | 27.64 | 不適用 |
| 多数票 | 多数票 | 多数票 | 385   | 6.30  | 不適用 |

| 政党   | 政党   | 候选人 | 票数  | %     | ±      |
| ------ | ------ | ------ | ----- | ----- | ------ |
|        | 無黨派 | 邱麗娥 | 3,048 | 42.42 | 不適用 |
|        | 無黨派 | 黃平漢 | 2,507 | 34.89 | 不適用 |
|        | 革新會 | 余洪江 | 1,630 | 22.69 | 不適用 |
| 多数票 | 多数票 | 多数票 | 877   | 12.21 | 不適用 |

| 政党   | 政党   | 候选人 | 票数  | %     | ±      |
| ------ | ------ | ------ | ----- | ----- | ------ |
|        | 無黨派 | 黃平漢 | 1,703 | 47.88 | 不適用 |
|        | 革新會 | 余洪江 | 1,055 | 29.66 | 不適用 |
|        | 無黨派 | 原煥佳 | 799   | 22.46 | 不適用 |
| 多数票 | 多数票 | 多数票 | 648   | 18.22 | 不適用 |